# 아라역
아라(북부법원·검찰청)역(Ara(Northern District Court & Prosecutors' Office)Station, 아라(北部法院·檢察廳)驛)은 인천 도시철도 1호선의 역이다. 검단신도시 동부에 위치하며, 향후 수도권 전철 5호선의 환승역이 될 예정이다. 인천지방법원 북부지원이 설치된다. 이 역부터 검단호수공원역까지 지하 구간이다. 경인아라뱃길, 계양천 하저터널로 계양역과 연결된다. 별도의 역명부기는 예온치과병원이다.

## 역명 유래
역 이름으로 사용 중인 '아라'는 한국 민요 '아리랑'의 후렴구 '아라리오'의 머리 글자이므로, 서해와 한강을 잇는 한민족의 얼과 혼, 한국적 정서와 문화가 흐르는 뱃길로써 대한민국의 새로운 문화를 창조하는 '글로벌 명품의 아라뱃길'의 염원을 함축적으로 표현한 뜻에서 비롯된 말이다.

## 연혁
- 2024년 1월 3일: 역명 확정[1]
- 2025년 6월 28일: 개통

## 역 구조
스크린도어가 설치되어있다.
| ↑신검단중앙 |
| \| 상       |
| ↓계양       |

| 상행 | ● 인천 도시철도 1호선 | 검단호수공원 방면                                    |
| 하행 | ● 인천 도시철도 1호선 | 부평구청 · 인천시청 · 원인재 · 송도달빛축제공원 방면 |

## 역 주변
- 인천지방법원 북부지원(2028년 3월)
- 인천지방검찰청 북부지청(2026년 3월)
- 아라동행정복지센터
- 인천아람초등학교
- 인천이음초등학교
- 인천이음중학교
- 인천이음고등학교
- 인천아라초등학교
- 인천아라중학교
- 인천아라고등학교
- 인천해든초등학교
- 예온치과병원

## 인접한 역
| 인천 도시철도 1호선               | 인천 도시철도 1호선   | 인천 도시철도 1호선             |
| --------------------------------- | --------------------- | ------------------------------- |
| I108 신검단중앙 검단호수공원 방면 | ● 인천 도시철도 1호선 | I110 계양 송도달빛축제공원 방면 |